# Medaglia di benemerenza marinara
La medaglia di benemerenza marinara fu istituita dal Regno d'Italia, con regio decreto n. 1324 del 1938, nelle classi d'oro, d'argento e di bronzo, per premiare atti di filantropia e di perizia compiuti in mare.
Essa sostituì la medaglia commemorativa per atti di filantropia compiuti in mare e l'attestato di benemerenza marinara, che erano stati istituiti nella seconda metà del XIX secolo.
Con lo stesso provvedimento fu abrogata e riformata tutta la normativa in materia di concessione di ricompense per atti di coraggio e filantropia compiuti in mare e si stabilì che gli atti di coraggio rivolti a salvare vite umane in mare, ad impedire sinistri marittimi o ad attenuarne le conseguenze, sarebbero stati premiati con le medaglie al valor di Marina, d'oro d'argento e di bronzo e con l'encomio al valor di Marina.

## Criteri di eleggibilità
La medaglia era conferita per ricompensare azioni filantropiche compiute in mare, con perizia marinaresca, sia verso persone isolate, sia verso equipaggi di bastimenti naufragati o in pericolo di perdersi, o per impedire o diminuire comunque il danno di altro grave disastro pubblico o privato in mare, oppure per ricompensare il concorso particolarmente intelligente, ardito ed efficace prestato da chiunque faccia parte dell'equipaggio di una nave, durante un'impresa marittima di segnalata importanza.
La medaglia d'argento era concessa per fatti di maggiore rilievo e quella d'oro per fatti di eccezionale importanza.

## Concessione
Le medaglie d'oro di benemerenza marinara venivano conferite con regio decreto su proposta del Ministro per la marina, quelle d'argento e di bronzo erano invece concesse dal Ministro per la marina.

## Insegne
Le medaglie di benemerenza, d'oro, d'argento o di bronzo, hanno un diametro maggiore di quella al valor di Marina e recano:
sul rectol'effigie del re;
sul versoincisi il nome del premiato e la data e località del fatto che ha dato luogo alla concessione, nonché un breve cenno del fatto stesso.
Non si potevano portare appese al petto.
Il Ministro della marina rilasciava un brevetto nel quale erano indicati il nome del premiato, il fatto, la data ed il luogo in cui questo era avvenuto, inoltre curava la pubblicazione delle singole concessioni con inserzione nel proprio Foglio d'ordini e nella Gazzetta Ufficiale e comunicava di volta in volta ai Comuni di nascita dei decorati la concessione delle ricompense.
Ai Comuni di nascita dei decorati spettava l'obbligo di portare a conoscenza della popolazione ogni concessione con apposita affissione nell'albo pretorio ed anche con l'inserzione nelle pubblicazioni eventualmente emanate dall'amministrazione comunale, e con ogni altro mezzo ritenuto opportuno.

## Repubblica
La medaglia di benemerenza marinara rimase in essere fino a quando, con il decreto del Presidente della Repubblica n. 361 del 1997 fu sostituita dalla medaglia al merito di Marina, anche le benemerenze conferite fino all'11 novembre 1997 furono convertite ed i premiati autorizzati a fregiarsi delle nuove insegne (medaglia e nastrino).

### Insegne
Nel 1950 si stabilì che la versione "repubblicana" della medaglia avesse un diametro di 68 millimetri e recasse:
sul rectol'emblema araldico della Marina militare di cui all'articolo 1 del decreto legislativo n. 1305 del 1947, con intorno la leggenda "benemerenza marinara";
sul versoincisi il nome del premiato, la data e la località del fatto che ha dato luogo alla concessione, nonché un breve cenno del fatto stesso con intorno la legenda "Marina militare".
La medaglia di benemerenza marinara non si poteva portare appesa al petto.